# What's His Name
Pour plus de détails, voir Fiche technique et Distribution.
What's His Name est un film américain réalisé par Cecil B. DeMille, sorti en 1914.

## Fiche technique
- Titre : What's His Name
- Réalisation : Cecil B. DeMille
- Photographie : Alvin Wyckoff
- Montage : Cecil B. DeMille
- Pays d'origine : États-Unis
- Format : Noir et blanc - 1,33:1 - Film muet
- Genre : comédie dramatique
- Date de sortie : 1914

## Distribution
- Max Figman (en) : Harvey
- Lolita Robertson (en) : Nellie
- Sydney Deane (en) : Oncle Peter
- Fred Montague : Fairfax
- Richard L'Estrange
- Theodore Roberts